# Alain Estève
Alain Estève (Castelnaudary, Francia; 15 de septiembre de 1946 – Béziers, Francia; 7 de noviembre de 2023) fue un jugador de rugby de Francia que jugó en las posiciones de lock y ala.

## Carrera

### Equipos
| Periodo   | Club               |
| --------- | ------------------ |
| 1966–1967 | RC Narbonne        |
| 1967–1982 | AS Béziers Hérault |

### Selección nacional
Jugó para Francia en 20 ocasiones de 1971 a 1975, participó en tres ediciones del Torneo de las Cinco Naciones donde fue campeón en la edición de 1973

## Encarcelado
En 2004 fue condenado por la justicia francesa por proxenetismo agravado, ya que contrataba los servicios de jóvenes provenientes de países de Europa del Este, principalmente de Rumania, Bulgaria y Yugoslavia.

## Logros

### Club
- Top 14 (8): 1971, 1972, 1974, 1975, 1977, 1978, 1980, 1981
- Desafío Yves du Manoir (3): 1972, 1975, 1977

### Selección nacional
- Torneo de las Cinco Naciones (1): 1973